# Balneário Pinhal
Balneário Pinhal egy község (município) Brazíliában, a Rio Grande do Sul északi partvidékén elterülő városi agglomerációban. Az állam fővárosához, Porto Alegréhez legközelebb eső tengerparti település. Népességét 2020-ban 14 363 főre becsülték. A „méz városának” (Cidade do Mel) is nevezik, mivel gazdaságának egyik fő oszlopa a méhészet.

## Története
Az okmányok már 1752-ben megemlítenek egy Estância das Cidreiras nevű, több farmból álló területet, melyet 1767-ben a portugál korona földadományként (sesmaria) Manoel Pereira Franco kereskedőnek adományozott. 1819-ben adócsalás miatt elkobozták a tulajdonosoktól, és árverésen Luiz Francisco Ferreira Saraivának adták el. Megkezdődött a föld gazdasági kiaknázása; nem csak ültetvényeket, hanem sóbányát is létesítettek.
Estância das Cidreiras területén több tanya volt (Fazenda Rondinha, Fazenda Pinhal), melyek idővel falvakká fejlődtek. Fazenda Pinhal (Fenyves-tanya), a mai Balneário Pinhal elődje a délfenyőkről kölcsönözte nevét. A 20. század elején a spanyol Francisco Segura Garcia birtoka volt, majd 1935-ben megvette a portugál Fausto de Borba Prates. A homokos terület nagy részét fásították és beépítették.
Pinhal kezdetben Osório község része volt, majd az abból kiváló Tramandaí, majd Cidreira kerülete. 1995-ben kivált Cidreirából és 1997-ben községnek nyilvánították Balneário Pinhal néven.

## Leírása
Székhelye Balneário Pinhal, további kerületei Magisterio és Túnel Verde. Ismert látványosság a „zöld alagút” (Túnel Verde), azaz a városba vezető RS-040 országút mentén ültetett eukaliptuszfák összeboruló ágai.
Gazdaságának egyik fő oszlopa a méhészet, ezért a „méz városának” is nevezik; jelképei Melinha méh és Meladinho medve, melyek szobrai több helyen (közöttük a város bejáratánál) is láthatóak. A méz a konyhaművészetben is fontos szerepet kap, a legismertebb helyi ételek a Filé ao Molho de Mel és a Mousse de Mel. Népszerű kikapcsolódás az óceánparti vagy a tavi (Lagoa da Cerquinha, Lagoa da Rodinha) fürdés és hajózás.